# 중화민국 정부
중화민국 정부(Government of the Republic of China)는 대만 본섬(포모사), 펑후 제도, 진먼현, 마쭈 열도 및 기타 섬 그룹(총칭하여 대만 지역 또는 자유 지역)으로 구성된 실제 통제 영토를 가진 국가 기관이다. 단일 국가인 중화민국 정부는 현행 헌법 개정에 따라 사실상 준집통제 체제로 운영되며, 대통령직과 행정원, 입법원, 사법원, 고시원, 고시원 등 5개 기관(위안)으로 구성된다. 중화민국의 총통이 국가원수이고 중화민국의 행정원장은 정부수반이며 현재 민주진보당(DPP)이 2016년부터 집권하고 있다. 2005년 헌법 추가 조항 개정 이후 입법원이 국가의 단원제 의회 기관의 사실상의 수반이 되었다.
1912년 난징시에서 처음 설립된 중화민국 정부는 국공 내전에서 군사적 손실을 입어 1949년 대만 타이베이시로 이전하기 전까지 여러 차례 이전했다. 1990년대까지 정부는 역사적으로 일당국가인 당궈(唐國) 독재정권 하에서 국민당(KMT)에 의해 지배되다가 계엄령과 백일테러 분위기가 점차 종식된 후 다당 민주주의로 발전했다. 이 정부는 유엔이 1971년까지, 미국이 1979년까지 국제적으로 인정한 중국의 공식 정부였다.

## 같이 보기
- 중화민국의 정치
- 중화인민공화국 정부